# Списък с епизоди на H2O
Това е списъкът с епизоди на сериала „H2O“ с оригиналните дати на излъчване в България.
| Сезон | Сезон   | Епизоди | Оригинално излъчен | Оригинално излъчен | Излизане на DVD   | Излизане на DVD   | Излизане на DVD  | Излизане на DVD | Излизане на DVD | Излизане на DVD |
| Сезон | Сезон   | Епизоди | Премиера на сезона | Край на сезона     | Том 1             | Том 2             | Том 3            | Том 4           | Том 5           | Том 6           |
| ----- | ------- | ------- | ------------------ | ------------------ | ----------------- | ----------------- | ---------------- | --------------- | --------------- | --------------- |
|       | Сезон 1 | 26      | 7 юли 2006         | 29 декември 2006   | 12 септември 2007 | 12 септември 2007 | 5 март 2008      | 7 май 2008      | 7 юли 2008      | 5 ноември 2008  |
|       | Сезон 2 | 26      | 28 септември 2007  | 21 март 2008       | 27 януари 2009    | 2 юни 2009        | 2 септември 2009 | -\|-\|-\|-\|-   | -\|-\|-\|-\|-   | -\|-\|-\|-\|-   |
|       | Сезон 3 | 26      | 26 октомври 2009   | 16 април 2010      | предстои          | предстои          | предстои         | предстои        | предстои        | предстои        |

## Епизоди

### Сезон 1
| № | # | Заглавие                            | Режисура   | Сценарий      | Първо излъчване  | Първо излъчване  | Рейтинг (в милиони) |
| --- | - | ----------------------------------- | ---------- | ------------- | ---------------- | ---------------- | ------------------- |
| 1 | 1 | Метаморфоза ("Metamorphosis")       | Колин Бъдс | Филип Далкин  | 7 юли 2006 г.    | 7 юли 2006 г.    | Неизвестно          |
| Ема и Клео срещат новото момиче, Рики, и отиват на разходка с моторна лодка в океана. На повече от 40 километра от дома, горивото свършва и момичетата решават да идат на мистериозния остров Мако. В опит да намерят обхват, за да се обадят за помощ, момичетата попадат в капан в непозната пещера, където момичетата откриват басейн, който ги превръща в русалки, щом луната осветява водите му. На следващия ден, момичетата откриват, че имат и вълшебни сили, с които контролират водата. |   |                                     |            |               |                  |                  |                     |
| 2 | 2 | Парти край басейна ("Pool Party")   | Колин Бъдс | Деб Кокс      | 14 юли 2006 г.   | 14 юли 2006 г.   | Неизвестно          |
| Докато Рики се наслаждава на живота си като русалка, Ема и Клео не са доволни. Кариерата на Ема като плувец е провалена, а Клео се чувства изолирана, когато осъзнава, че не може да отиде на готиното парти на Мириам. Клео иска да каже на приятеля си, Луис, за силите си, но Ема и Рики категорично ѝ забраняват. Но тя е принудена. Когато отива на партито и е хвърлена в басейна от Зейн и приятеля му Нейт, Луис се появява, за да ѝ помогне. Той разбира тайната и обещава, че ще я пази. |   |                                     |            |               |                  |                  |                     |
| 3 | 3 | Уловът на деня ("Catch Of The Day") | Колин Бъдс | Саймън Бътърс | 21 юли 2006 г.   | 21 юли 2006 г.   | Неизвестно          |
| Ема и Рики използват силите си, за да освободят костеурки, които са се хванали в риболовни мрежи. Когато, обаче, разкъсват мрежите с нож, започват да се разпространяват истории, че в залива има акули. Оказва се, че лодката, която е ловила костенурки е на бащата на Клео. Разочарована от баща си, Клео проследява лодката, за да види дали наистина е така, но е помислена за акула и уловена от рибарите. Ема и Рики я спасяват и Клео вече не се страхува да плува. |   |                                     |            |               |                  |                  |                     |
| 4 | 4 | Купонджийки ("Party Girls")         | Колин Бъдс | Антъни Морис  | 28 юли 2006 г.   | 28 юли 2006 г.   | Неизвестно          |
| Ема отменя ежегодното си парти с преспиване, когато осъзнава риска, че може всички да научат тайната ѝ. Заедно с Луис, тя се връща на остров Мако, за да разберат как са се превърнали в русалки. В подводната пещера към острова, Ема намира медальон, който взима, защото може да е важен. В същото време, Клео е наета на работа в делфинариума и Ема е бясна, заради риска от това, че Клео ще работи, заобиколена от вода. Клео вече не се страхува от водата и убеждава Ема да поеме риска и да върне партито си. Мириам не е поканена, но решава, въпреки това, да иде със Зейн. На партито, Клео се намокря и се крие в килера, а когато момичетата отварят, тя е успяла да се закопча в спален чувал. Предлагайки нова игра, те я подхвърлят във въздуха и усещат, че е по-тежка, заради опашката и Клео е принудена да взриви напитките със силата си, за да им отвлече вниманието. Мириам е намокрена и, ядосана, се опитва да открадне медальона на Ема, но Рики ѝ го взима и го връща на Ема. Тя, обаче, решава да го даде на Клео, защото е успяла да скрие опашката си на парти. |   |                                     |            |               |                  |                  |                     |
| 5 | 5 | Нещо морско ("Something Fishy")     | Колин Бъдс | Джоан Уотсън  | 4 август 2006 г. | 4 август 2006 г. | Неизвестно          |
| Дневничето на Клео попада в ръцете на дразнещата ѝ малка сестра, Ким. Тя става подозрителна, когато прочита, че Клео и приятелките ѝ са русалки с вълшебни сили, и споделя всичко на брата на Ема, Елиът. Той не вярва, но когато, по инцидент, тя замразява душа му, той започва да мисли дали сестра му е част от зъл русалски култ. Момичетата разбират и решават да накарат Ким и Елиът да си мислят, че дневникът не разказва за тях и използват силите си, за да направят да изглежда така, сякаш Мириам е русалката. В делфинариума е обявен конкурс за кралица на морето и Мириам решава да се облече като русалка. Клео също решава да участва, без да знае, че Ким и Елиът планират да залеят сцената с вода, за да разкрият тайната на русалките. |   |                                     |            |               |                  |                  |                     |